# ماري غودريتش جينسون
ماري غودريتش جينسون Mary Goodrich Jenson (6 نوفمبر 1907 – 4 يناير 2004 م) كانت من أوائل الطيارات النساء في الولايات المتحدة.

## إنجازها في الطيران
كانت أول امرأة تحصل على رخصة للطيران في ولاية كونيكتيكت، وأول امرأة تطير بمفردها إلى كوبا. تم إضافة اسمها إلى قاعة المشاهير لنساء كونيكتيكت في عام 2000م.

## وصلات خارجية
- http://www.cwhf.org/inductees/writers-journalists/mary-goodrich-jenson/#.V6ynpY5peCx نسخة محفوظة 4 أبريل 2019 على موقع واي باك مشين.
- http://wethersfieldhistory.org/collections/girl-pilot-mary-goodrich-jenson/

1. ↑   https://www.cwhf.org/inductees/mary-goodrich-jenson. {{استشهاد ويب}}: |url= بحاجة لعنوان (مساعدة) والوسيط |title= غير موجود أو فارغ (من ويكي بيانات) (مساعدة)